# فرودگاه لسپرانسه
فرودگاه لسپرانسه (به انگلیسی: L'Espérance Airport) (به زبان بومی: Aérodrome de Grand-Case Espérance) یک فرودگاه همگانی با کد یاتا SFG/CCE است که یک باند فرود آسفالت دارد و طول باند آن ۱۲۰۰ متر است. این فرودگاه در شهر سنت مارتین فرانسه کشور سنت مارتین فرانسه قرار دارد.